# 소수 (전한)
소수(疏受, ? ~ ?)는 전한 후기의 유학자이자 관료로, 자는 공자(公子)이며 동해군 난릉현(蘭陵縣) 사람이다. 태자태부 소광의 조카로, 태자소부가 되어 함께 황태자 유석을 섬겼다.

## 생애
현량(賢良)으로 천거되어 유석의 가령(家令)이 되었고, 예법에 정통하였다. 선제가 황태자의 궁궐로 행차하였을 때 정성스럽게 대접하였고, 선제는 소수를 마음에 들어하여 태자소부에 임명하였다.
소수는 태자태부 소광과 함께 유석의 측근이 되었다. 황태자가 조회할 때마다 소수와 소광은 앞뒤로 함께 수행하였고, 한 집안에서 태자태부·태자소부를 동시에 배출한 만큼, 조정에서는 이를 영예롭게 여겼다.
이윽고 열두 살이 된 황태자는 《논어》·《효경》에 통달하였다. 소광은 소수에게 말하였다.
| “ | 내가 듣기로 만족함을 알면 욕되지 않고, 그칠 줄 알면 위태롭지 않으며, 공을 세우면 물러나는 것이 하늘의 도리라고 하였다. 지금 이천석을 지내고 있는 동안에 환관들이 이름을 날리고 있는데, 이러한데도 물러나질 않았구나. 부자가 함께 고향으로 돌아가 천수를 누리는 것도 좋지 않겠느냐? | ” |

소수는 소광의 말에 따랐고, 함께 병을 핑계로 사임하고 고향으로 돌아갔다.

## 출전
- 반고, 《한서》 권71 준소우설평팽전